# Warringah Freeway

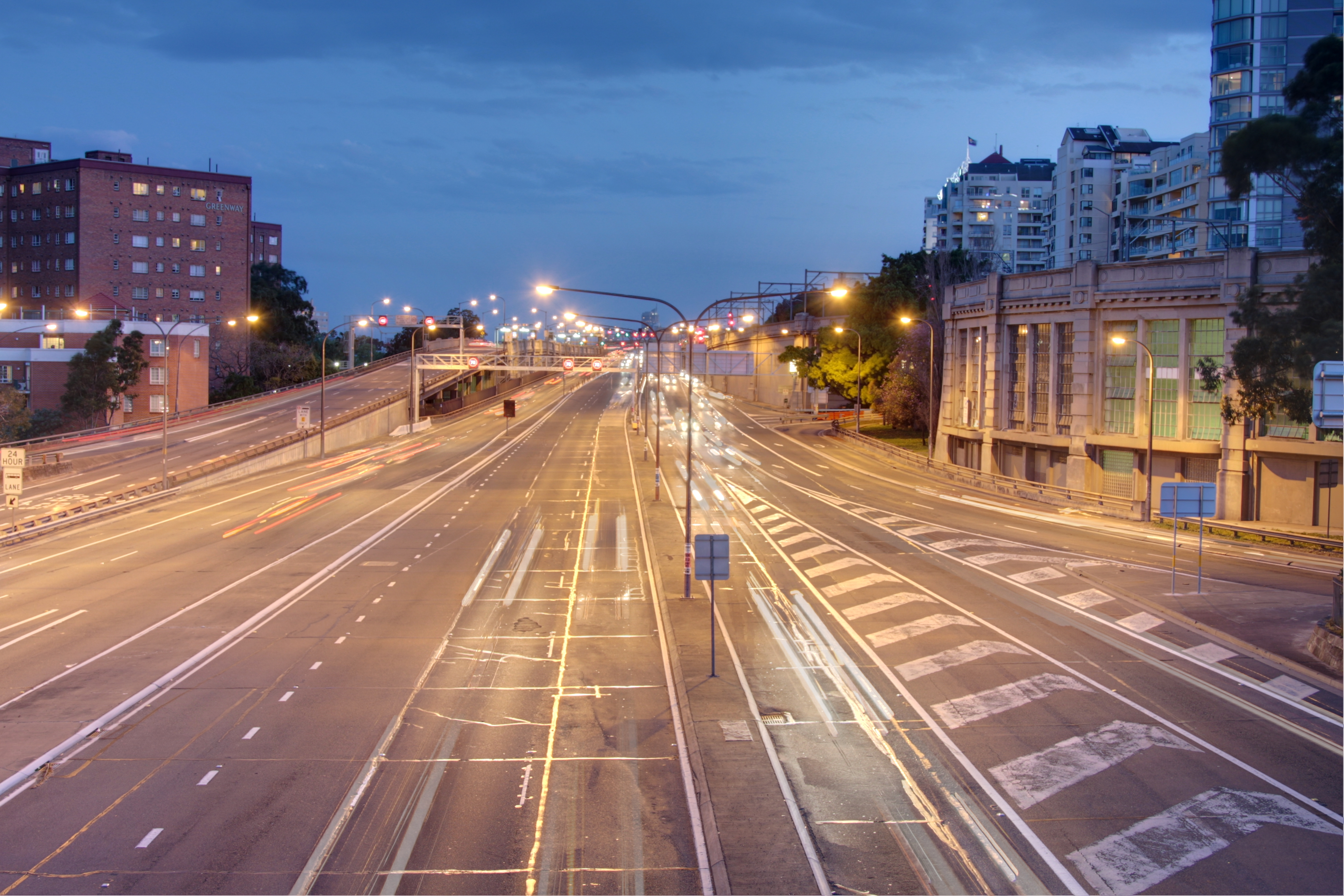
Südende des Warringah Freeway bei der Sydney Harbour Bridge

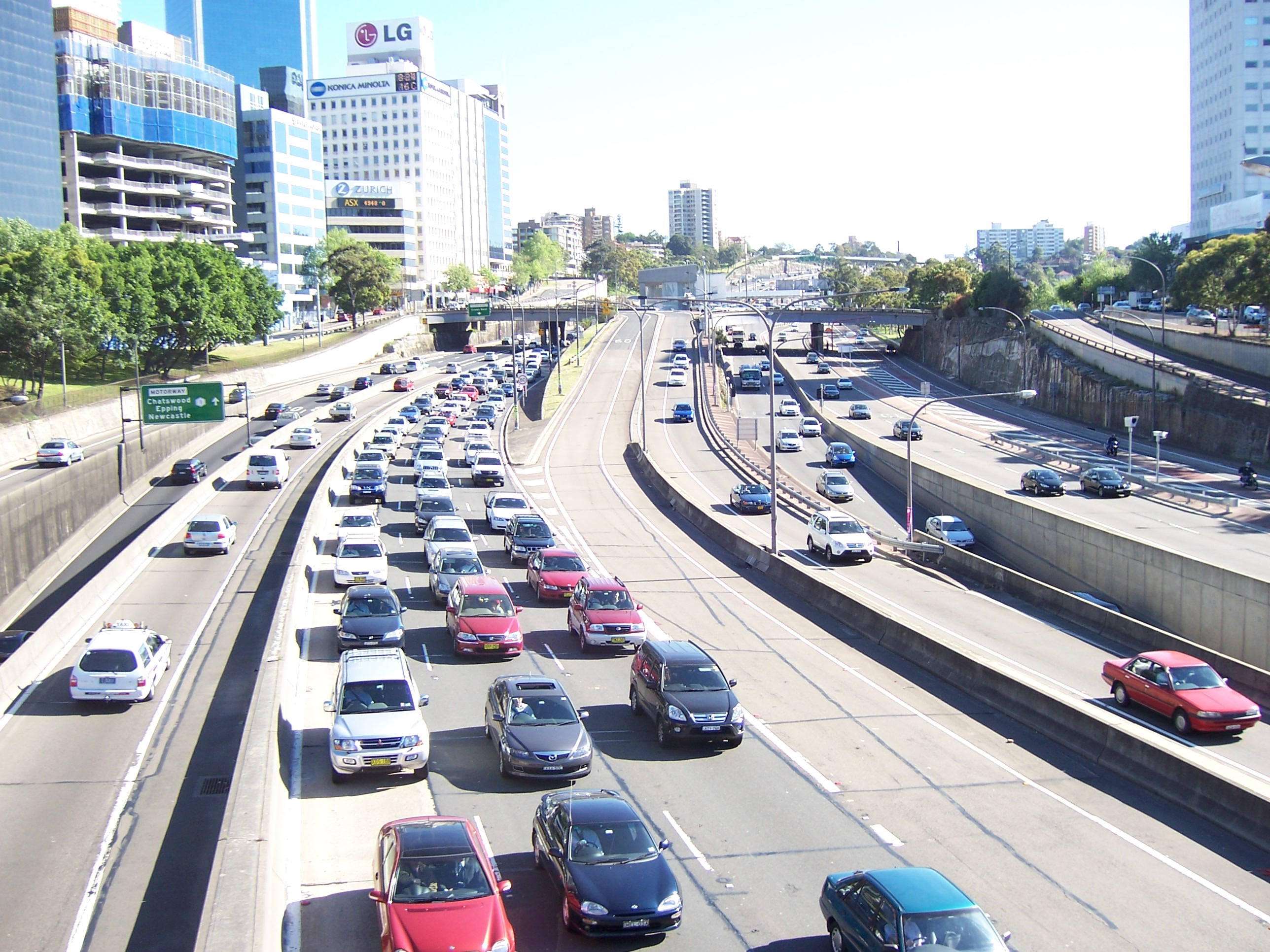
Blick auf den Warringah Freeway Richtung Norden, innere westliche Fahrbahn während der morgendlichen Stoßzeit

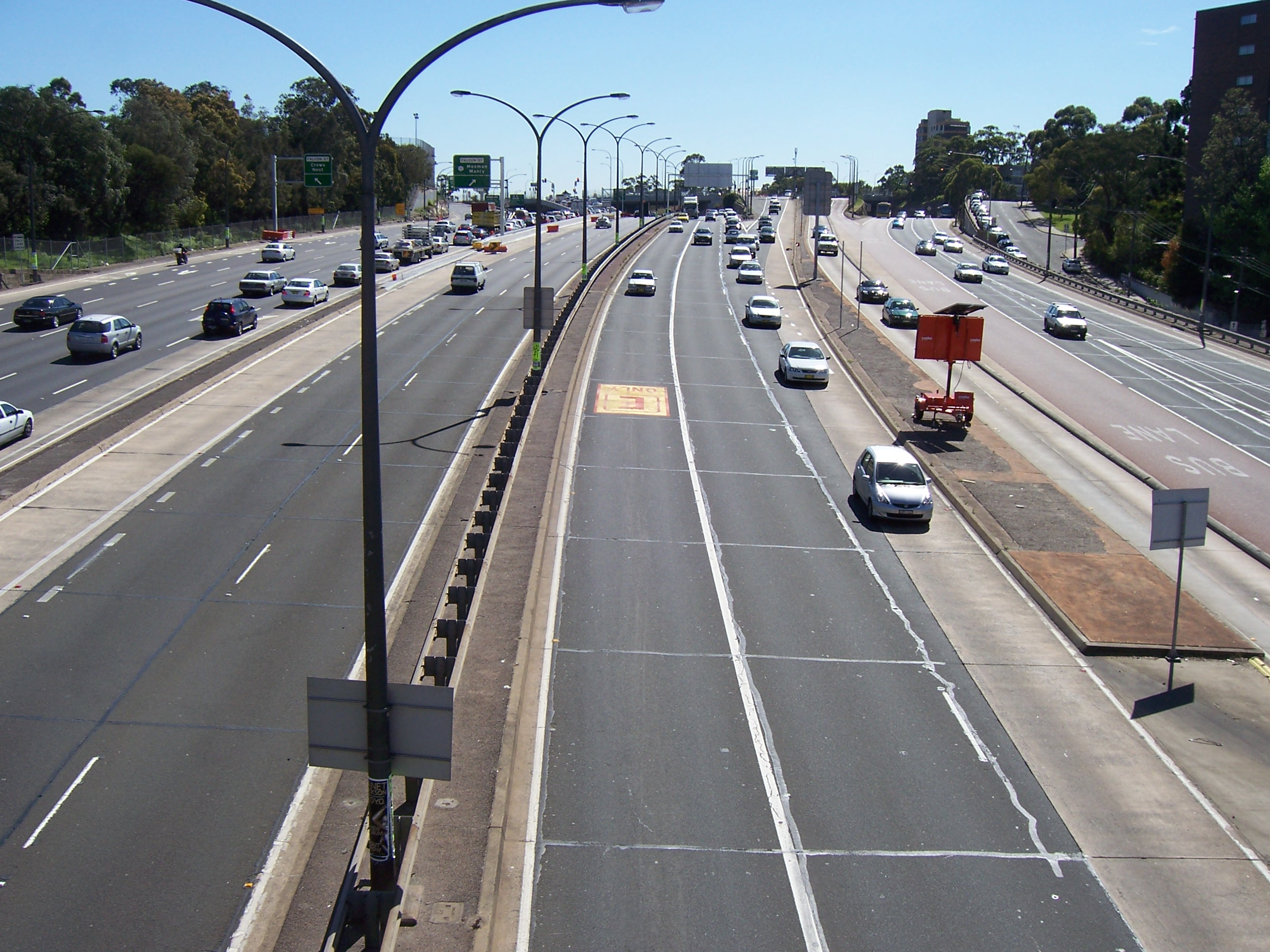
Blick auf den Warringah Freeway Richtung Norden mit Blick auf die Überführung über die Military Road

Der Warringah Freeway (auch Warringah Expressway) ist eine Stadtautobahn im Norden von Sydney im Osten des australischen Bundesstaates New South Wales. Er verbindet den Bradfield Highway in North Sydney mit dem Gore Hill Freeway in Crows Nest.

## Geschichte
Die Planung begann 1951. Der erste Bauabschnitt der Straße wurde am 18. Juni 1968 eröffnet. Wie man bereits am Namen sieht, sollte die Straße der erste Teil einer Autobahn von der Innenstadt von Sydney in Richtung Manly / Warringah sein. Frühe Pläne zeigen die Fortsetzung der Autobahn über Castlecrag. Später war eine Führung über Castle Cove geplant. Dieser Freeway wurde aber wegen Protesten der Anwohner in Castlecrag niemals gebaut.
Viele Privat- und Gewerbegrundstücke, ein halber Golfplatz und ein Friedhof wurden von der Regierung angekauft, um den Warringah Freeway zu bauen.
Der Freeway besaß ursprünglich vier Fahrbahnen, die äußeren beiden mit je drei Fahrspuren, die inneren beiden mit je zwei Fahrspuren. In Stoßzeiten führten die inneren beiden Fahrspuren in dieselbe Richtung. Die jeweils mehrmals pro Tag notwendige Umkehrung der Fahrtrichtungen auf dem Freeway und auf der Sydney Harbour Bridge war ein langwieriger Prozess, bei dem viele rote Kunststoffhütchen von Hand versetzt werden mussten. Das ursprüngliche Nordende des Freeways war Chandos St. Cammaray, wobei 1978 eine Verlängerung zu Willoughby Road eröffnet wurde. Damals verlegte man die Ein- und Ausfahrten zur Chandos Street in die Brook Street.
Erst 1992 wurde der Gore Hill Freeway eröffnet, der den Warringah Freeway mit dem Pacific Highway verbindet. Damit wurde die Straße offiziell Teil der Metroad 1. Bis dahin war der Warringah Freeway nur eine kurze Stadtautobahn, die eigenartigerweise mitten in einem Vorort endete, auch wenn sein Südende mit Sydneys bekanntestem, 16-spurigen Freeway an die Sydney Harbour Bridge angebunden war.

## Derzeitiger Stand
Derzeit ist nur mehr die Fahrtrichtung der westlichen inneren Fahrbahn umkehrbar; die östliche innere Fahrbahn mündet direkt in den Tunnel Richtung Süden. Alle Fahrbahnen wurden unter Einbeziehung der Standspuren verbreitert. Nach der Einfahrt in North Sydney Richtung Norden stehen für eine kurze Strecke 16 Fahrspuren zur Verfügung, die vor der Ausfahrt Brook Street wieder auf 10 Fahrspuren reduziert werden. Nach der Ausfahrt zur Willoughby Road sind es nur noch 6 Fahrspuren, die zum 1992 fertiggestellten Gore Hill Freeway überleiten.
Die Aufteilung im Bereich der Fahrbahn mit wechselnder Fahrtrichtung nach Fahrspuren ist heute größtenteils 4–3–3–3. Die äußeren Fahrbahnen wechseln häufig in der Zahl der Fahrspuren, da sie mehrere Ein- und Ausfahrten besitzen. 2007 wurde die Anbindung an die Military Road umgebaut und erhielt drei weitere Ein- und Ausfahrten. Der Gore Hill Freeway bekam zwei weitere Fahrspuren als Teil des Projektes Lane-Cove-Tunnel. Der Anschluss, an dem diese fünf Spuren beginnen, wurde verbreitert.
Der erste neue Anschluss an die Military Road wurde im Juni 2006 eröffnet. Der meiste Verkehr Richtung Norden muss nun über die rechte, anstatt der linken der sechs Fahrspuren Richtung Norden auf der äußeren Fahrbahn ausfahren. Die alte Ausfahrt (zum Rechtsabbiegen in die Military Road) besaß drei normale Fahrspuren und eine Busspur. Heute gibt es dort keine normalen Fahrspuren, aber zwei Busspuren. Der Verkehr, der links in die Military Road abbiegen will, muss die alte Ausfahrt benutzen. Als Grund für diese Änderung gibt man die Absicht an, den Verkehr, der in North Sydney auf den Freeway auffuhr und in der Military Road bereits wieder abbog, künftig vom Freeway fernhalten zu wollen, um die Staus zu vermindern.
1990 automatisierte man den Prozess der Fahrtrichtungsänderung mit beweglichen Barrieren und Anzeigen über den Fahrspuren. Der Wechsel der Fahrtrichtung wird durchgeführt, wenn für die Harbour Bridge fünf oder sechs Fahrspuren in Richtung Süden benötigt werden. Normalerweise werden Mo–Fr um 6:30 Uhr, bzw. 9:00 Uhr, die Fahrtrichtungen gewechselt.
Nach der Eröffnung des Sydney-Harbour-Tunnels 1992 fügte man eine dauernde Busspur dazu. Sie verläuft auf der äußeren Fahrbahn Richtung Süden über die Harbour Bridge. Dies erwies sich als großer Fortschritt, da so in der morgendlichen Stoßzeit mehr Personen Richtung Süden transportiert werden können als auf allen anderen Fahrspuren zusammen.
Fast alle Ein- und Ausfahrten zum Freeway sind ampelgeregelt. Die meisten Ein- und Ausfahrten sind lang genug, um Staus auf dem Freeway zu vermeiden, nur die der Military Road nicht.

## Kreuzungen und Anschlüsse
| Warringah Freeway                                                           |                                       |                                       |                                                                 |
| Anschlüsse Richtung Norden                                                  | Entfernung zum Gore Hill Freeway (km) | Entfernung zum Bradfield Highway (km) | Anschlüsse Richtung Süden                                       |
| Ende Warringah Freeway weiter als Gore Hill Freeway nach Epping / Newcastle | 0                                     | 4                                     | Beginn Warringah Freeway vom Gore Hill Freeway                  |
| Crows Nest, Willoughby Willoughby Road                                      | 0                                     | 4                                     | keine Ausfahrt                                                  |
| St. Leonards, Willoughby Brook Street                                       | 0,5                                   | --                                    | keine Ausfahrt                                                  |
| North Sydney, Chatswood Miller Street                                       | 1                                     | --                                    | keine Ausfahrt                                                  |
| Crows Nest, Cremorne Ernest Street                                          | 1,4                                   | --                                    | keine Ausfahrt                                                  |
| Crows Nest Falcon Street                                                    | 1,6                                   | --                                    | keine Ausfahrt                                                  |
| Manly Military Road                                                         | 1,6                                   | 2,4                                   | Manly, Palm Beach Military Road                                 |
| keine Ausfahrt                                                              | --                                    | 2                                     | Kirribilli Alfred Street North                                  |
| keine Ausfahrt                                                              | --                                    | 1,7                                   | Wollongong, Canberra Sydney-Harbour-Tunnel                      |
| North Sydney, Neutral Bay Arthur Street                                     | 2.8                                   | --                                    | keine Ausfahrt                                                  |
| Crows Nest, St. Leonards Pacific Highway                                    | 3.2                                   | --                                    | keine Ausfahrt                                                  |
| Lavender Bay Lavender Street                                                | 3.5                                   | --                                    | keine Ausfahrt                                                  |
| Beginn Warringah Freeway weiter vom Bradfield Highway                       | 4                                     | 0                                     | Ende Warringah Freeway weiter als Bradfield Highway nach Sydney |